# Appinayakanahalli, Tumkur
Appinayakanahalli là một làng thuộc tehsil Tumkur, huyện Tumkur, bang Karnataka, Ấn Độ.